# Balaklava
Balaklava – miasto w Australii, w stanie Australia Południowa.